# 하라 다쿠야
하라 다쿠야(일본어: 原 拓也, 1983년 6월 4일 ~ )는 일본의 전 축구 선수이다.

## 구단 경력
과거 주빌로 이와타, 쇼난 벨마레에서 활동하였다.